# George van den Bergh
George Van den Bergh (Oss, 25 de abril de 1890 – Oegstgeest, 3 de octubre de 1966) fue un profesor de derecho y político holandés, conocido por su actividad como astrónomo aficionado en la predicción de eclipses en ciclos largos.

## Semblanza
Van den Bergh era hijo de Samuel van den Bergh, uno de los fundadores de Unilever. Su hermano Sidney James y su sobrino Maarten seguirían los pasos de su padre en la vida empresarial, mientras que George eligió una carrera académica. Trabajó como abogado en Ámsterdam entre 1915 y 1936, perteneciendo desde 1925 hasta 1933 a la Cámara de Representantes de los Países Bajos.
Fue autor de los libros Astronomía para los millones y El universo en el espacio y el tiempo, traducido al inglés en 1937. Etty Hillesum (en su relato Una Vida Interrumpida) menciona que fue arrestado y detenido por los nazis en 1941. Sin embargo, sobrevivió a la Segunda Guerra Mundial, y durante la década de 1950 se dedicó al estudio de los ciclos de eclipses más largos, lo que le permitió pronosticar eclipses solares y lunares sobre largos intervalos de tiempo. En 1955 publicó Periodicidad y Variación de Eclipses Solares (y Lunares).
En 1958 desarrolló un procedimiento de tipografía para optimizar el espacio utilizable en los textos denominado Hoofdletters, cuyos principios técnicos detalló en la publicación titulada Hoofdletters, Tweeling- en Meerlingdruk.

## Eponimia
- El cráter lunar Van den Bergh lleva este nombre en su memoria.[4]